# 황푸 조약
황푸조약(중국어 정체자: 黃埔條約, 간체자: 黄埔条约, 병음: Huángpǔ Tiáoyuē) 또는 황보조약은 청나라와 프랑스 간의 전쟁 결과물인 난징 조약의 마무리를 위한 조약으로 청나라 도광제 24년인 1844년 10월 24일, 청나라 정부의 전권대신 치잉과 프랑스 대사 마리에 멜키오르 조제프 테오도르 드 라그르네와 사이에 맺은 조약이다. 마찬가지로 조약의 명칭은 조약이 서명된 황저우 부근의 황푸에서 체결되었기 때문에 지역명을 따서 불렀다.

## 개요
치잉(耆英)은 이미 1년 전인 1843년 10월에 영국과 후먼조약을, 1844년 7월에 미국과 왕샤조약을 맺은 인물이다. 미국과 왕샤조약을 체결한 3개월 뒤에 프랑스와도 조약을 체결하여 난징조약을 마무리 짓는다.

## 내용
내용은 영국이나 미국과 별로 다를 것이 없었다.
- 다섯 개의 항구를 프랑스의 상인에게 개방한다. (광저우, 푸저우, 샤먼, 닝보, 상하이)
- 중국에서 프랑스의 치외법권을 인정한다.
- 고정관세를 유지한다.
- 영사를 상주시킬 권한을 갖는다.
- 청국 관리에 의한 프랑스 선박의 구금 금지 등 프랑스인의 재산을 침해하지 않는다.

## 결과
프랑스도 조계지를 할당받고, 100년간의 조계시대가 열리게 된다.

## 같이 보기
- 아편 전쟁: 1840년~1842년
- 난징 조약: 1842년 8월 29일
- 후먼 조약: 중국-영국, 1843년 10월
- 왕샤 조약: 중국-미국, 1844년 7월 3일